# EDM4S

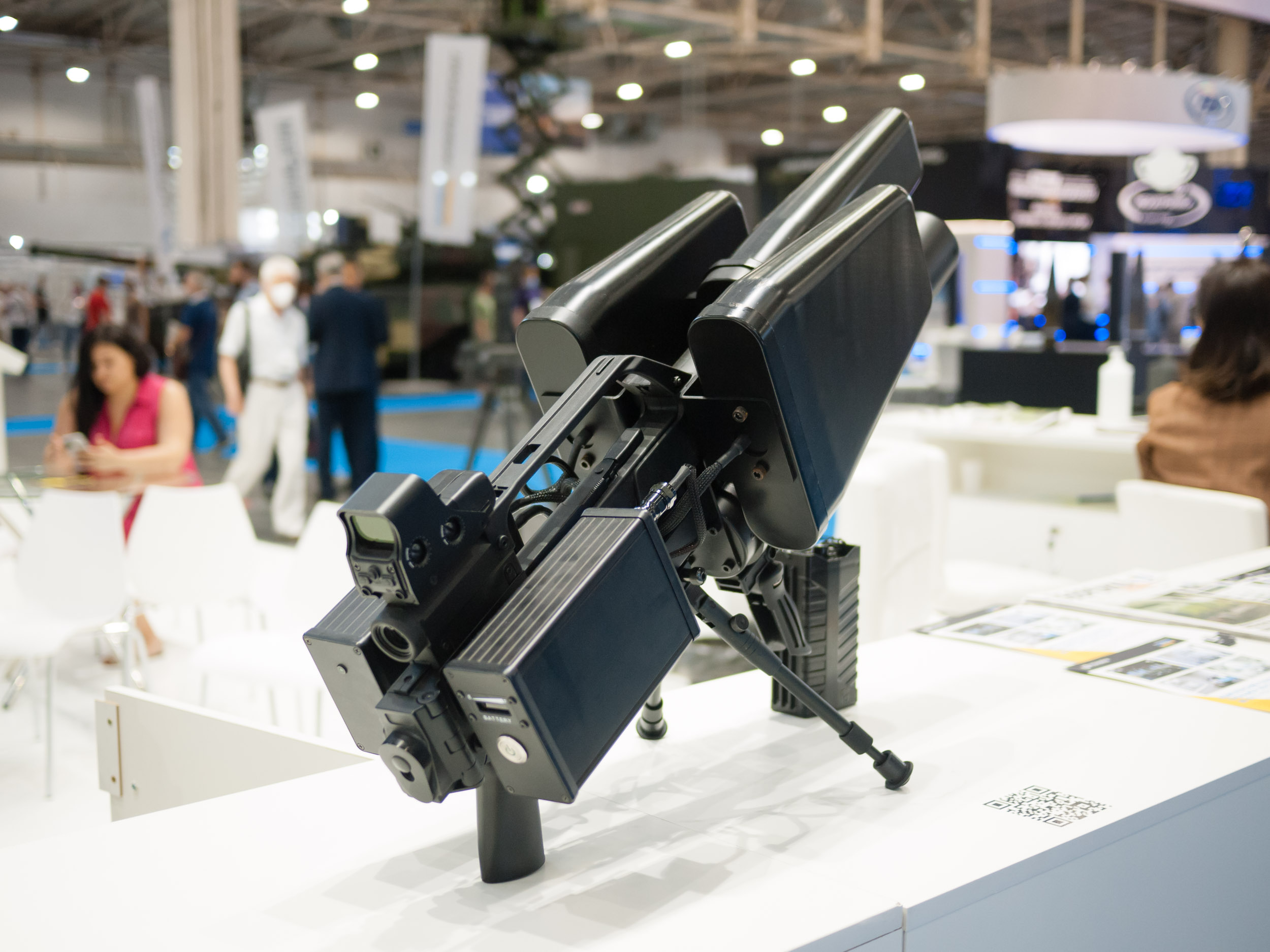
EDM4S

EDM4S або EDM4S SkyWiper (Electronic Drone Mitigation 4 — System) — портативний пристрій для радіоелектронної боротьби з дронами, виробництва литовської компанії NT Service. Він призначений для виведення з ладу малих і середніх БПЛА шляхом блокування систем зв'язку та супутникової навігації БПЛА за допомогою електромагнітного імпульсу.

## Історія
Вперше пристрій показала компанія NT Service (з Каунаса, Литва) на виставці «Безпека та боротьба з тероризмом» у Лондоні у 2019 році.

## Можливості
Пристрій може переноситися одна людина. Оператор наводить пристрій на БПЛА та активує його, щоб порушити зв'язок БПЛА на відстані 3-5 км (2-3 милі), а також його супутникову навігацію. Залежно від рівня автономності БПЛА, він може впасти з неба, здійснити контрольовану посадку, повернутися до попередньої маршрутної точки або продовжити роботу в звичайному режимі.
Пристрій може мати 4 або 6 антен. За замовчуванням встановлено по дві антени для частотних діапазонів 2,4 ГГц і 5,8 ГГц потужністю 10 Вт кожна, одна антена для діапазону GPS 1,5 ГГц потужністю 10 Вт, і одна антена для діапазону ГЛОНАСС 1,5 ГГц потужністю 10 Вт.

## Пристрій
Пристрій виготовлено з алюмінію та має форму гвинтівки, включаючи курок для активації пристрою та оптику для прицілювання. Він важить 5,5 кг і має розміри 1050 × 220 × 360 мм із висунутим прикладом (830 × 220 × 360 мм без висунутого приклада). Живлення здійснюється від акумулятора 24 В, якого вистачає до 35 хвилин.

## Використання
Версія пристрою EDM4S-UA вартістю 15 000 доларів США вперше була використана ЗСУ проти безпілотників російських сепаратистів на Донбасі в 2021 році в рамках російсько-української війни. Відтоді його почали використовувати під час російського вторгнення в Україну, збиваючи російські безпілотники, такі як Елерон -3. У червні 2022 року Литва передала Україні 110 одиниць вартістю 1,5 млн євро (1,56 млн доларів).